# Histoire des relations sino-japonaises
Vous pouvez aider à l'améliorer ou bien discuter des problèmes sur sa page de discussion.
- Son texte doit être wikifié : il ne correspond pas à la mise en forme Wikipédia (style, typographie, liens internes, liens entre les wikis, etc.). (Marqué depuis mars 2023)
- La traduction doit être revue. Le contenu est difficilement compréhensible à cause d’erreurs de traduction, peut-être dues à l’utilisation d’un logiciel de traduction automatique. (Marqué depuis mars 2023)

L'histoire des relations entre la Chine et le Japon s'étale sur plusieurs millénaires, au travers du commerce, des échanges culturels, des amitiés mais aussi des conflits.
Le Japon a des liens historiques et culturels profonds avec la Chine, qui imprègnent son identité : système d'écriture, architecture, cuisine, culture, littérature, religion, philosophie, lois. Les échanges commerciaux de grande envergure entre les deux nations débutent dans les années 1860. De nombreux étudiants chinois se rendent également au Japon pour étudier et, en 1912, des militants politiques chinois utilisent le Japon comme base pour renverser la dynastie Qing.
Une série de guerres et d'affrontements a lieu entre 1880 et 1945, le Japon s'emparant de Taïwan, de la Mandchourie et de la majeure partie de la Chine côtière. Après la défaite de 1945, le Japon se retire de Chine. Des tensions persistent entre les deux pays après 1950, avec la Guerre de Corée, la Guerre Froide et les griefs liés aux crimes de guerre japonais commis en Chine, entre autres.
Malgré tout, les échanges commerciaux entre les deux pays s'accroissent considérablement au XXIe siècle et, en dépit des désaccords géopolitiques, la paix s'installe de manière durable. En 2022, la Chine et le Japon célèbrent le 50e anniversaire de la normalisation de leurs relations.

## Premières traces du Japon dans les documents historiques chinois (1 - 300 après J.-C.)

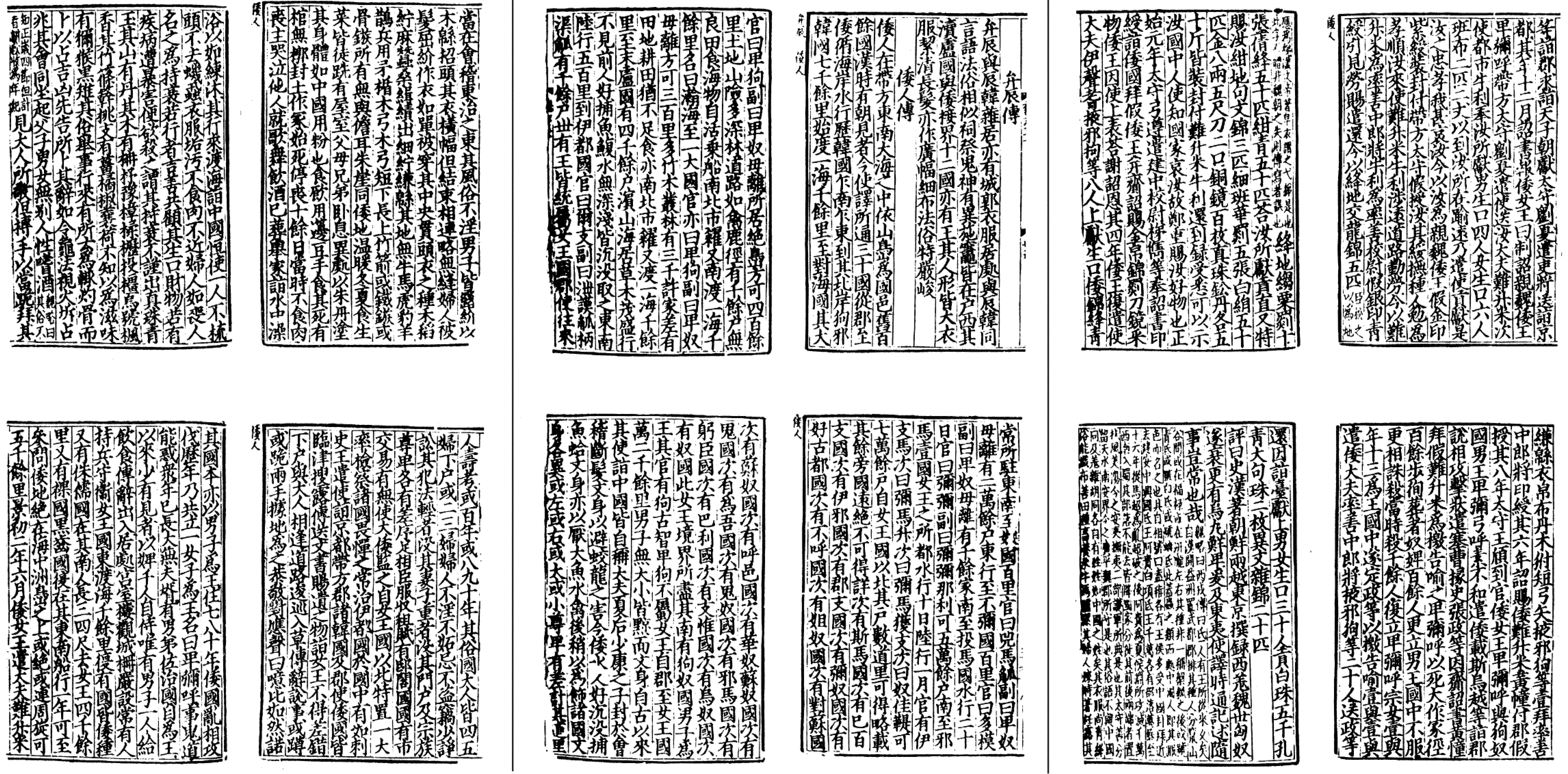
Texte de Wei Zhi (vers 297)

La première référence à l'archipel japonais figure dans le texte historique chinois le Livre des Han postérieurs, en l'an 57, dans lequel il est noté que l'Empereur de la dynastie Han a donné un sceau d'or au Wa (Japon). Le sceau d'or du roi de Na est découvert dans le nord de Kyushu au XVIIIe siècle. Dès lors, le Japon est mentionné dans les livres d'histoire chinois, de manière ponctuelle au début, puis plus régulièrement à mesure que le Japon s'affirme comme une puissance dans la région.
La tradition chinoise raconte que le premier empereur de Chine, Qin Shi-Huang, a envoyé plusieurs centaines de personnes au Japon à la recherche de médicaments d'immortalité. Au cours du troisième siècle, des voyageurs chinois rapportent que les habitants du Japon revendiquent une ascendance de Wu Taibo, un roi de l'État de Wu (les provinces Jiangsu et Zhejiang actuelles) pendant l'ère des États en Guerre,. Ils rapportent des exemples de traditions Wu, dont le l'extraction rituelle des dents, le tatouage ou encore le port des bébés sur le dos. D'autres documents de l'époque relatent des coutumes qui sont encore en vigueur aujourd'hui, comme taper des mains pendant la prière, manger sur un plateau en bois ou manger du poisson cru (également une coutume traditionnelle du Jiangsu et du Zhejiang, avant que la pollution ne la rende impraticable). Les archives font état de certaines traditions de l'ère Kofun, comme celle selon laquelle les Japonais construisaient des tombes en monticule.
Le premier personnage japonais mentionné par le Wei Zhi (Livre des Wei) est Himiko, la cheffe chamane de Yamataikokou, pays comptant plusieurs centaines d'États. Les linguistes historiques modernes pensent que Yamatai se prononce en fait Yamato.

## Introduction du système politique et de la culture chinoise au Japon (600 - 900 après J.-C.)
Durant la Dynastie Sui et la Dynastie Tang, le Japon envoie de nombreux étudiants sur un nombre limité d'ambassades impériales en Chine, dans le but de s'affirmer comme nation souveraine en Asie du Nord-Est. Après la chute du royaume de Baekje de la Fédération de Corée (dont le Japon était un proche allié) face aux forces combinées de Tang et de Silla, le Japon est contraint de retrouver seul l'État chinois, une entreprise dangereuse à l'époque. Il limite le succès des contacts du Japon à l'étranger pendant cette période.
Les éléments importants rapportés de Chine (et certains transmis de Baekje au Japon) comprennent les enseignements bouddhistes, les coutumes et la culture chinoises, l'administration, l'architecture et l'urbanisme. Le kimono japonais est très similaire à la tenue vestimentaire de la dynastie Tang, et de nombreux historiens pensent que les Japonais ont commencé à porter des robes similaires à celles de la famille royale Tang, ce qui a finalement été adapté pour répondre aux besoins de la culture japonaise de la dynastie Tang. La capitale Kyoto est également organisée selon les éléments du Feng Shui de la capitale chinoise de Wi'an. Pendant la période Heian, le bouddhisme est l'une des principales religions, aux côtés Shinto.
Le Xe siècle marque la fin de l'utilisation du modèle chinois de gouvernement impérial, dépassé par les rivalités traditionnelles entre clans et familles japonaises (Soga–Mononobe, Taira–Minamoto).

## Première bataille Chine-Japon
En 663 après J.-C., la bataille de Hakusukinoe a lieu. C'est le premier conflit sino-japonais enregistré dans l'histoire. Cette bataille faisait partie de l'ancienne relation entre les Trois Royaumes de Corée (Samguk ou Samhan), Yamato au Japon et les dynasties chinoises. La bataille elle-même approcha de la fin de cette période avec la chute de Baekje, l'un de Samguk ou des trois royaumes coréens, dans la foulée de cette bataille.
Le cadre de cette grande bataille impliquait Silla (l'un des royaumes de Corée) essayant de dominer la péninsule coréenne en s'alliant avec les Tang, qui tentaient de vaincre Goguryeo, un conflit qui dure depuis la dynastie Sui. À l'époque, Goguryeo était allié à Baekje, le troisième grand royaume coréen. Yamato au Japon a soutenu Baekje avec ferveur avec 30 000 soldats et l'envoi d'Abe no Hirafu, un général chevronné qui a combattu les Aïnous dans les campagnes de l'Est et du Nord du Japon. Dans le cadre de la tentative de Silla de conquérir Baekje, la bataille de Baekgang a eu lieu entre la dynastie Tang, Baekje, Silla et Yamato du Japon.
La bataille elle-même a été une défaite désastreuse pour les forces de Yamato. Environ 300 navires Yamato ont été détruits par une flotte combinée Silla-Tang avec la moitié des navires, et ainsi l'aide de Baekje à Yamato, incapable d'aider sur terre, a été vaincue en mer. Baekje s'est effondré peu de temps après, la même année.
Après la défaite de Baekje, Silla et Tang se sont concentrés sur leur adversaire le plus coriace, Goguryeo. Goguryeo est tombé en 668 après J.-C. Pour la plupart, Silla, ayant été rivale avec Baekje, était également hostile au Japon Yamato, qui était considéré comme un État frère de Baekje, et cette politique s'est poursuivie (avec une pause entre environ 670 et 730 après J.-C.) après que Silla ait unifié une grande partie de ce qui est aujourd'hui la Corée et poussé les Tang chinois hors de ce qui est aujourd'hui la péninsule coréenne. Yamato au Japon avait été isolé pendant un certain temps et s'était retrouvé contraint de tisser des liens avec le continent asiatique, la route la plus sûre et la plus hostile contrecarrée par les troupes de Silla.

## Prospérité du commerce maritime (600 - 1600)
Les échanges maritimes entre la Chine et le Japon sont bien documentés et de nombreux artefacts chinois peuvent être déterrés. Baekje et Silla ont parfois servi d'intermédiaires, tandis que les relations commerciales directes entre la Chine et le Japon se sont épanouies.
Après 663 (avec la chute de l'allié de Baekje), le Japon n'a pas eu d'autre choix (face à l'hostilité de Silla, temporairement mise en veille face à l'impérialisme Tang, car l'impérialisme Tang était une menace à la fois pour le Japon et Silla unifié, mais a repris vers 730) que de commercer directement avec les dynasties chinoises. Au début, les Japonais avaient peu d'expertise dans la navigation à longue distance, mais finalement (certains affirment qu'avec l'aide d'étrangers, Baekje a fui leur pays lorsqu'il est tombé), les Japonais ont amélioré leur puissance navale ainsi que leur construction navale.
Les ports de Ningbo et d'Hangzhou ont les liens commerciaux les plus directs avec le Japon et comptent des résidents japonais qui y font des affaires. La dynastie Ming a décrété que Ningbo incarnait le seul endroit où les procès-verbaux entre le Japon et la Chine pouvaient prendre place. Par conséquent, Ningbo était la destination de nombreuses ambassades japonaises au cours de cette période. Après être arrivés à Ningbo, ils se sont rendus dans d'autres villes de Chine. En 1523, deux ambassades rivales sont envoyées par le Japon à Ningbo, alors en état de guerre civile connue sous le nom de période Sengoku. L'un des émissaires était un Chinois, Song Suqing, qui avait déménagé au Japon plus tôt. Aux XVe et XVIe siècles, des centaines de moines japonais ont voyagé, visité et interagi avec des érudits chinois à Ningbo, Pékin, Hangzhou, Suzhou, Nanjing, la vallée d'Huai et de Tianjin. Song Suqing a eu un désaccord avec une mission commerciale rivale japonaise, ce qui a conduit à l'incident de Ningbo où les Japonais ont pillé les environs de Ningbo avant de s'échapper sur des navires volés, les battant. Une armée de troupes Ming poursuivait le long du chemin. En représailles, le port de Ningbo est fermé aux Japonais et deux autres missions japonaises reprennent (en 1540 et 1549) jusqu'à la fin de la dynastie Ming. Le commerce direct avec la Chine est restreint par le shogunat Tokugawa après 1633, lorsque le Japon décide de fermer tous les liens directs avec le monde extérieur, à l'exception de Nagasaki, où se trouvaient les comptoirs commerciaux néerlandais et la Chine. Certains échanges sont également menés par le clan Shimazu de la province de Satsuma à travers les îles Ryukyu et avec les Ainu d'Hokkaido.

## Piraterie japonaise sur les côtes chinoises et invasions mongoles (1200 - 1600)
La piraterie japonaise (ou Wokou) est un problème récurrent du XIIIe siècle jusqu'à l'échec de l'invasion de la Corée par Hideyoshi à la fin du XVIe siècle, non seulement pour la Chine et la Corée, mais aussi pour la société japonaise. Les pirates japonais étaient souvent issus de milieux indésirables de la société japonaise, et les Japonais étaient heureux de s'en débarrasser (pour la plupart) lorsqu'ils attaquaient des côtes plus prospères (à l'époque, le Japon était plongé dans une guerre civile, et ainsi, alors que la Corée, la Chine et l'Empire mongol jouissaient d'une paix, d'une prospérité et d'une richesse relatives, les Japonais traversaient des moments difficiles).

## Dynastie Ming pendant les invasions coréennes d'Hideyoshi (1592 - 1598)
Toyotomi Hideyoshi est l'un des trois unificateurs du Japon (Ode Nobunaga et Tokugawa Ieyasu étaient les deux autres). Après avoir maîtrisé le Môri et les clans Shimazu, Hideyoshi rêve de conquérir éventuellement la Chine, mais doit traverser la Corée.
Lorsque Hideyoshi reçoit un rejet de sa demande de la Corée de traverser le pays pour la dynastie Ming, ils envahissent la Corée. Au cours de la première année d'invasion en 1592, les Japonais atteignent la Mandchourie sous Katō Kiyomasa et combattent le Jianzhou Jurchens. Seonjo (roi de Corée) demande de l'aide à la dynastie Ming, mais comme les avancées japonaises sont rapides, seules de petites forces Ming sont initialement engagées. Konishi Yukinaga, qui est en garnison à Pyongyang à l'hiver 1592, rencontre et vainc pour la première fois une force de 5 000 soldats chinois. En 1593, une plus grande participation chinoise sous le général Li Rusong avec une armée de 45 000 hommes prend Pyongyang avec de l'artillerie et conduit les Japonais vers le sud, mais les forces japonaises les vainquent à la bataille de Byeokjegwan.
Après 1593, il y a une trêve d'environ quatre ans. Pendant ce temps, Ming accorde à Hideyoshi le titre de "roi du Japon" comme condition de retrait, mais Hideyoshi estime que cela insulte l'empereur du Japon et exige des concessions, y compris la fille de l'empereur Wanli. D'autres relations se détériorent et la guerre reprend. La deuxième invasion est beaucoup moins réussie pour Hideyoshi. Les Chinois et les Coréens sont mieux préparés : ils piègent et encerclent rapidement les Japonais au Sud jusqu'à ce qu'ils soient finalement chassés en mer et vaincus par l'amiral coréen Yi Sun-Sin. L'invasion échoue, mais prélève un lourd tribut sur les villes, la culture et la campagne coréennes avec des pertes civiles massives (le Japon a massacré des civils dans les villes coréennes occupées). Les invasions vident également le trésor de la Chine avec la dynastie Ming et la laisse faible contre les Mandchous, qui détruisent finalement la dynastie Ming et créent la dynastie Qing en 1644.
Ensuite, le Japon, sous le shogunat Tokugawa adopte une politique d'isolationnisme jusqu'à l'ouverture forcée par le commodore Perry dans les années 1850.

## Dynasties Ming et Qing et période Edo Tokugawa Japon
Des plats chinois, des spécialités, des bonbons et des sucreries sont introduits au Japon par des hommes chinois, qui apprennent à leurs petites amies japonaises comment les préparer. Pendant l'ère Genroku (1688-1704), un Chinois apprend à sa petite amie comment faire du sucre en forme de fleur de prunier et de la farine de riz douce appelée "kōsakō". Des chansons du livret de divertissement Kagetsu Tōsō-on (Kagetsu yokyō) sont chantées. Ce livret contient des informations sur les chansons que les hommes chinois enseignent à leurs petites amies japonaises, avec des instruments du Tōsō-on comme l'hugong (violon à deux cordes), le chixianchin (dulcimer à sept cordes) et le yuechin (luth). Les femmes japonaises de Nagasaki apprennent la danse, les chants et la musique d'origine chinoise. Les gekkin (yuechin) sont utilisés pour jouer ces chansons de Kyūrenhwan. La danse Kankan-Odori, qui accompagne l'une de ces chansons, se répand à Edo et Kyoto lorsqu'elle devient célèbre. Des expositions de danse chinoise originale sont faites à Edo, en organisant l'envoi de fonctionnaires de Nagasaki (pour s'occuper des affaires chinoises) et de geishas par Takahashi Sakuzaemon (1785-1829), l'astronome de la dynastie shogunale du Japon. Il est devenu célèbre à cause de l'incident Siebold. Les femmes sont aussi envoyées pour servir les Néerlandais à Dejima après avoir servi les Chinois à Maruyama, payées par le commissaire pour gagner leur vie.

## Restauration Meiji et essor de l'Empire japonais (1868 - 1931)

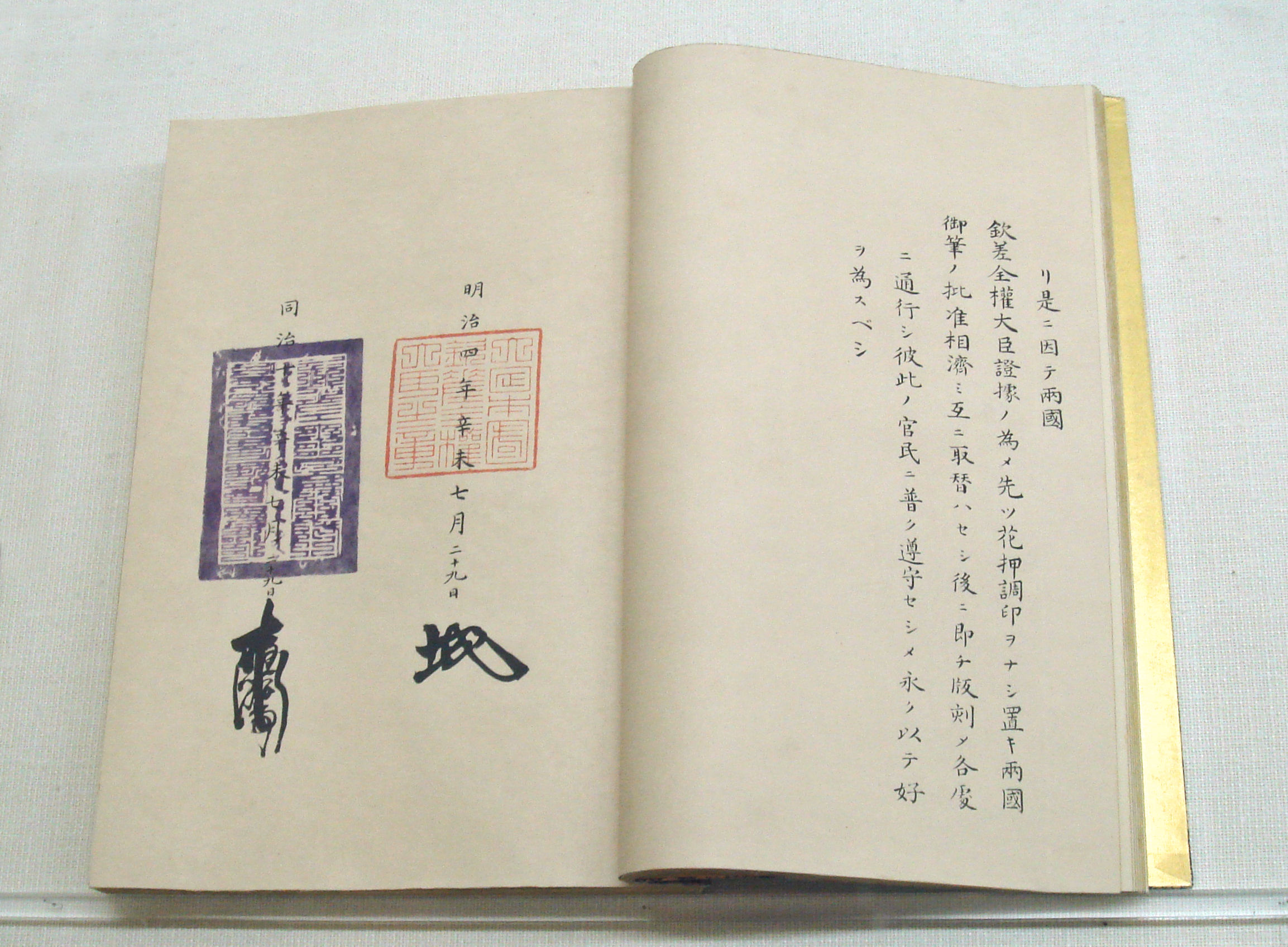
Traité d'Amitié et de Commerce Sino-Japonais du 13 septembre 1871 signé à Tianjin par Date Munenari et Li Hongzhang.

En 1854, le spectacle de la force navale occidentale par les Américains, le commodore Perry, conduit le Congrès de Kanagawa et l'ouverture du Japon au commerce occidental. Le voyage de Senzai Maru à Shanghai en 1862 a appris au Japon le danger de fermer ses frontières et de refuser de changer. À long terme, cela stimule l'élargissement des horizons et le besoin d'apprendre du monde extérieur. Les dirigeants japonais ont réalisé qu'ils devaient se moderniser pour éviter l'humiliation subie par la Chine pendant les première et deuxième guerres de l'opium dans les années 1840 et 1850. À partir de ces leçons, le Japon est passé de l'isolationnisme au réformisme. Après le renversement de l'ancien shogunat Tokugawa lors de la restauration Meiji dans les années 1850, le Japon a institué des réformes structurelles qui ont conduit à une modernisation rapide, à l'industrialisation, à la militarisation et à l'impérialisme modèle des puissances impériales occidentales,.
Les dirigeants mandchous de Chine, quant à eux, n'ont pas tiré de leçons comparables. La communication entre la Chine et le monde extérieur a radicalement changé en 1871 avec l'ouverture du câble, compagnie de télégraphe GN (en), reliant Shanghai à Hong Kong, Singapour, Nagasaki et Vladivostok, ainsi qu'à l'Inde et aux États-Unis. En 1881, la première ligne télégraphique fixe est ouverte entre Shanghai et Tianjin,. Le premier traité commercial moderne entre la Chine et le Japon a été signé sur un pied d'égalité en 1871. Dans le cadre d'une offre diplomatique, la Chine établit des légions à Tokyo, Londres, Berlin, Washington, Madrid et Saint-Pétersbourg en 1877-1880. Tout le monde avait des attentes optimistes d'une transaction très rentable avec des centaines de millions de consommateurs chinois. Cela ne s'est pas produit. En 1890, la valeur totale de toutes les importations et exportations combinées de la Chine n'était que de 50 millions de livres sterling, soit moins que de nombreux pays plus petits. La Chine était trop pauvre, trop autosuffisante, trop dépourvue de chemins de fer pour des relations commerciales profitables.

### Conflit après 1880
Au fur et à mesure que le Japon se modernisait et construisait une économie et une armée fortes, les frictions avec la Chine devinrent plus fréquentes. Les points chauds incluent les îles Ryukyu, Formose (Taïwan) et la Corée. Après avoir établi un système politique et économique stable avec une armée et une marine petites mais bien entraînées, ainsi qu'une technologie exceptionnelle, le Japon a remporté la première guerre sino-japonaise de 1894-1895 et a acquis une puissance mondiale. Les soldats japonais ont massacré les Chinois après leur capture à Lushunkou sur la péninsule de Liaotung. Dans le dur traité de Shimonoseki d'avril 1895, la Chine a été forcée de reconnaître l'indépendance de la Corée et a cédé Formose, les îles Pescadores et la péninsule de Liaotung au Japon. La Chine a également payé une compensation de 200 millions de taels d'argent, ouvert cinq nouveaux ports pour le commerce international et permis au Japon (et à d'autres pays occidentaux) de construire et d'exploiter des usines dans ces villes. Cependant, la Russie, la France et l'Allemagne se sont vues désavantagées par le traité et la Triple Intervention contraint le Japon à restituer la péninsule de Liaotung en échange d'une indemnité plus importante. Le seul résultat positif pour la Chine a été lorsque ces usines ont été le fer de lance de l'industrialisation des zones urbaines chinoises, créant une classe locale d'entrepreneurs et de machinistes qualifiés.
Les troupes japonaises ont participé à une coalition de puissances impérialistes qui a créé la révolte des Boxers en 1900. Les Chinois ont de nouveau été contraints de payer une autre énorme réparation, mais le Japon a été contraint d'accepter beaucoup moins par les États-Unis. Les rivalités entre l'alliance des Huit Nations et la doctrine de la porte ouverte en Amérique ont empêché la Chine d'être découpée en diverses colonies.
En 1905-1907, le Japon fit des ouvertures sur la Chine pour élargir sa sphère d'influence afin d'inclure Fujian. Le Japon essayait d'obtenir des prêts français et aussi d'éviter la doctrine de la porte ouverte. Paris a accordé des prêts à condition que le Japon respecte la Porte Ouverte et ne viole pas l'intégrité territoriale de la Chine. Dans l'accord franco-japonais de 1907, Paris a été reconnu par le Japon pour des intérêts spécifiques possédés par la France dans " les zones de l'Empire chinois adjacentes aux territoires " où elle avait " des droits de souveraineté, de protection ou d'occupation ", sous-entendu les colonies françaises en Asie du Sud-Est ainsi que la sphère d'influence française dans les trois provinces du sud de la Chine - Yunnan, Guangxi et Guangdong. En retour, les Français ont reconnu des sphères d'influence japonaises en Corée, dans le sud de la Mandchourie et en Mongolie-Intérieure,.
Le gouvernement japonais avait ses propres intérêts contre les éléments anti-Qing utilisant l'archipel comme base. À différents moments, il a traité Sun Yat-sen de quatre manières différentes : soutenir sa cause, garder une distance neutre, le pousser à quitter le Japon et conjurer ses penchants révolutionnaires. Dans les moments les plus favorables, le gouvernement a fourni une base d'opérations à Sun Yat-sen et aux autres membres de Tongmenghui. Il les a donc aidés à renverser la dynastie Qing en 1912 et à établir la république de Chine. Il a également soutenu les efforts infructueux de Sun pour déposer le président Yuan Shikai en 1915-1916,.

### Première Guerre mondiale et les 21 Revendications
Un corps expéditionnaire japonais se déplaça rapidement pour capturer toutes les possessions allemandes dans le Pacifique au début de la Première Guerre mondiale en 1914. Le Japon a occupé la colonie allemande de Tsingtao, ainsi que des parties de la province de Shangdong. La Chine était financièrement chaotique, très instable politiquement et militairement très faible. Le meilleur espoir restait à assister à une conférence de paix d'après-guerre et aussi à espérer se trouver des amis qui aideront à aider la menace de l'expansionnisme japonais. En août 1917, la Chine a déclaré la guerre à l'Allemagne pour des raisons techniques afin de lui permettre d'assister à la conférence d'après-guerre pour la paix. Pékin prévoyait aussi d'envoyer une unité de combat sur le front occidental, mais cela n'a jamais été fait,. Les diplomates britanniques craignaient que les États-Unis et le Japon ne remplacent le rôle de premier plan de la Grande-Bretagne en tant que partenaires commerciaux de la Chine. Ils ont cherché à opposer le Japon aux États-Unis, tout en maintenant la coopération entre les trois nations contre l'Allemagne.
En janvier 1915, le Japon a secrètement lancé un ultimatum de vingt et une demandes au gouvernement chinois. Les 21 demandes ont exigé le contrôle immédiat des anciens droits allemands, un bail de 99 ans dans le sud de la Mandchourie, des droits sur les aciéries et les concessions liées aux chemins de fer. La cinquième série de revendications donnerait au Japon une voix forte au sein du gouvernement chinois et ferait du Japon un quasi-protectorat. La Chine a annoncé les demandes et les Alliés étaient furieux. Washington et Londres ont réussi à faire pression sur Tokyo pour qu'il abandonne la cinquième série de demandes. Cependant, le Japon a réussi à s'en tenir à la disposition plaçant la province du Fujian dans la sphère d'influence japonaise. Les quatre autres ensembles ont été acceptés par toutes les parties et sont entrés en vigueur. Le Japon n'a pas vraiment gagné. Elle ne contrôlait pas Fujian et perdait sa crédibilité à Washington et à Londres,,. Le Japon a apporté un soutien financier à l'administration de Duan Qirui à travers les prêts Nishihara, et l'a également poussé à signer le secret de l'accord de défense conjointe sino-japonais en 1918. Lorsque ces développements ont été divulgués à la presse, le public chinois a été indigné. Alors que la Chine avait un siège à la Conférence de paix de Paris de 1919, elle se vit refuser de rendre les anciennes concessions allemandes et dut faire des concessions permanentes aux puissances occidentales. La Chine a donc refusé de signer le traité de Versailles. Une réaction majeure à cette humiliation a été une poussée du nationalisme chinois exprimée dans le mouvement du 4 mai. L'indignation chinoise se poursuit au XXIe siècle.

## Deuxième Guerre Sino-Japonaise
Les années 1920 ont été les années où le Japon a cherché à protéger ses intérêts économiques par le système des traités, une politique qui s'est intensifiée en 1931 lorsque, à la suite de l'incident de Mukden en Mandchourie, les Japonais ont imposé une stratégie plus agressive d'annexion coloniale. En 1926, au début de la période Shōwa, les Japonais veulent s'emparer de la Mandchourie pour les ressources. En raison de la nature hostile de la Chine, les Japonais ont pu gagner de l'influence dans la région grâce à l'espionnage, à la diplomatie et à l'utilisation de la force. En 1928, les Japonais assassinent Zhang Zuoluin, qui un chef de guerre chinois qui contrôlait toute la Mandchourie. L'armée japonaise en 1931 a organisé l'événement à Mukden, qu'ils ont utilisé pour justifier une invasion à grande échelle de la Mandchourie et la création d'un État fantoche, la Mandchoukouo.
Entre 1931 et le début de la deuxième guerre sino-japonaise en 1937, il y eut des affrontements et des engagements intermittents entre les forces japonaises et les différentes forces chinoises. Ces escarmouches sont collectivement qualifiées "d'incidents" par le gouvernement japonais pour réduire les tensions existantes. Il s'agissait principalement d'empêcher les États-Unis de considérer le conflit comme une véritable guerre et de placer ainsi un embargo sur le Japon conformément aux actes de neutralité.
Ensemble, ces affaires ont poussé la Chine à signer divers accords en faveur du Japon. Ceux-ci comprenaient : la démilitarisation de Shanghai, l'accord de l'UE-Umezu, et l'accord Chin-Doihara. La période a été turbulente pour les nationalistes chinois, car ils étaient embourbés dans une guerre civile avec les communistes chinois et ont maintenu une trêve difficile avec le seigneur de guerre, qui s'alignait nominalement avec le généralissime Tchang Kaï-chek (Jiang Jieshi), à la suite de l'expédition du Nord. Cette période a également vu la poursuite des nationalistes chinois dans la modernisation de son armée nationale révolutionnaire, grâce à l'aide de conseillers soviétiques, puis allemands.
C'est en juillet 1937 que le conflit s'est intensifié après une importante escarmouche avec les forces chinoises au pont Marco Polo. Cela a marqué le début de la deuxième guerre sino-japonaise.
Les forces nationalistes chinoises ont riposté en décriant Shanghai. La bataille de Shanghai a duré maints mois, se terminant par la défaite chinoise le 26 novembre 1937.
Après cette bataille, les avancées japonaises se sont poursuivies vers le sud et l'ouest. Un aspect controversé de ces campagnes japonaises est les crimes de guerre commis contre le peuple chinois. L'exemple le plus notoire est le massacre de Nankin, lorsque les forces japonaises ont forcé les gens à piller, violer collectivement, massacrer et autres crimes.
D'autres crimes (moins publics) ont été commis lors des raids japonais ; on estime que des millions de civils chinois ont été tués. Diverses tentatives de quantification des crimes ont été controversées, voire contradictoires.
À partir de 1938, la guerre a été marquée par l'utilisation par les Chinois de tactiques de guérilla pour bloquer les avancées et se retirer dans les profondeurs intérieures si nécessaire. Cela a finalement limité l'avance japonaise en raison des limitations des voies d'approvisionnement, les Japonais n'ont pas été en mesure de contrôler entièrement les zones éloignées, mais ils contrôlaient pratiquement toutes les grandes villes et les ports ainsi que l'espace aérien.

## Seconde Guerre Mondiale
En 1938, les États-Unis étaient de plus en plus déterminés à soutenir la Chine et, avec la coopération de la Grande-Bretagne et des Pays-Bas, les États-Unis menaçaient de limiter l'approvisionnement en matériaux vitaux de la machine de guerre japonaise, et tout particulièrement le pétrole. L'armée japonaise, après de lourdes défaites contre les Russes, voulait éviter la guerre avec l'Union soviétique, même si cela aiderait la guerre de l'Allemagne contre l'URSS. La Marine, de plus en plus menacée par la perte d'approvisionnement en pétrole, a insisté sur une décision, et a averti que les alternatives étaient une guerre à haut risque que le Japon pourrait perdre, ou que certains étaient en désaccord sur le statut de troisième ordre et que la Chine et la Mandchourie ont perdu. Officiellement, l'Empereur a pris la décision, mais un haut fonctionnaire civil lui a dit le 5 novembre 1941 :
Il est impossible, du point de vue de notre situation politique intérieure et de notre préservation de nous-mêmes, d'accepter toutes les demandes américaines... nous ne pouvons pas laisser la situation actuelle perdurer. Si nous manquons l'occasion actuelle d'entrer en guerre, nous devrons nous soumettre à la dictée américaine. Par conséquent, je reconnais qu'il est inévitable que nous devions décider de déclencher une guerre contre les États-Unis. Je ferai confiance à ce qui a été dit : à savoir que les choses iront bien au début de la guerre ; et que bien que nous connaîtrons des difficultés croissantes à mesure que la guerre progressera, il y a une certaine perspective de succès.
L'empereur devint fataliste à l'idée d'entrer en guerre, alors que l'armée prenait de plus en plus le contrôle. Le Premier ministre Fumimaro Konoe a été remplacé par le cabinet de guerre du général Tojo Hideki (1884-1948), qui a exigé la guerre. Tojo a réussi et des attaques ont été lancées sur Pearl Harbor en décembre 1941, ainsi que sur les positions britanniques et néerlandaises. La principale flotte de combat américaine a été neutralisée et, au cours des 90 jours suivants, le Japon a fait des avancées significatives, notamment dans les Indes orientales néerlandaises, les Philippines, la Malaisie et Singapour.
À la suite de l'attaque de Pearl Harbor et l'entrée des États-Unis dans la guerre, l'Asie a combattu dans le Pacifique, le Sud, et le Sud-Ouest ce qui a considérablement affaibli les Japonais.

## Occupation
À la suite des bombardements atomiques d'Hiroshima et de Nagasaki et de l'invasion soviétique de la Mandchourie occupée par les Japonais, le Japon s'est rendu. Pendant l'occupation américaine, de 1945 à 1952, des fonctionnaires américains sous Douglas MacArthur ont supervisé le gouvernement japonais. Toutes les relations extérieures sont contrôlées par les États-Unis et tous les diplomates japonais à l'étranger ont été renvoyés chez eux. Le Parti communiste au Japon était tolérant et soutenait le côté de Mao Zedong dans la guerre civile en cours en Chine. En 1949, Mao l'emporte et les Japonais ouvrent grâce à cela des contacts à petite échelle avec la Chine, mais tout particulièrement grâce aux syndicats et aux groupes artistiques. Lorsque le Japon s'est rendu en 1945, c'est à peu près six millions et demi de ses citoyens qui sont bloqués sur des îles d'Asie et du Pacifique à ce moment-là. Ce chiffre comprend 3,5 millions de militaires et 3 millions de civils. 2,6 millions de japonais se trouvaient en Chine, dont 1,1 million en Mandchourie. Tous ces ressortissants japonais ont été réinstallés au Japon sur une période de plusieurs mois, voire plusieurs années. Cependant, des milliers de techniciens japonais ont été laissés dans le nord-est de la Chine jusqu'à leur rapatriement en 1953. Le Parti communiste chinois était basé sur la paysannerie et utilisait ces hommes qualifiés pour mettre à jour la technologie, former les travailleurs locaux et reconstruire les usines, les mines, les chemins de fer et les parcs industriels.
La République de Chine (RC) a administré Taïwan après la capitulation du Japon, comme décidé par les forces alliées lors de la conférence du Caire en 1943. La RC a déplacé son gouvernement central à Taïwan en décembre 1949, après la victoire de la RPC dans la guerre civile chinoise. Plus tard, aucun transfert formel de la souveraineté territoriale de Taïwan à la RPC n'a été faite dans l'après-guerre pendant le traité de Paix de San Francisco, et ces arrangements ont été confirmés dans le traité de Taipei qui a été conclu par le RC et le Japon en 1952. À cette époque, le gouvernement de Taïwan (le Parti nationaliste chinois ou Kuomintang (KMT)) était reconnu par le Japon, et non par la Chine communiste (république populaire de Chine ou RPC). Par conséquent, le KMT n'a pas accepté les réparations japonaises uniquement au nom du gouvernement RC. Plus tard, la RPC a également refusé de compenser dans les années 1970. Voir plus de détails dans la section à propos des réparations pendant la Seconde Guerre Mondiale et la déclaration du Premier ministre japonais Tomiichi Murayama (août 1995). Et enfin, lorsque le Japon a normalisé ses relations avec la république populaire de Chine en 1972, la Chine a accepté de ne pas poursuivre la question de l'indemnisation.